# Baotianmansaurus
Baotianmansaurus is een geslacht van sauropode dinosauriërs behorend tot de Titanosauriformes, dat tijdens het late Krijt leefde in het gebied van het huidige China.

## Vondst en naamgeving
In de prefectuur Neixiang werd bij de stad Nanyang ten oosten van het dorp Xiaguan het skelet gevonden van een sauropode.
De typesoort Baotianmansaurus henanensis is in 2009 benoemd en beschreven door Zhang Xingliao, Lü Junchang, Xu Li, Li Jinhua, Yang Li, Hu Weiyong, Jia Songhai, Ji Qiang en  Zhang Chenjung. De geslachtsnaam verwijst naar het Baotianman nationaal park, de vindplaats. De soortaanduiding verwijst naar de provincie Henan.
Het fossiel, holotype 41HIII-0200, is gevonden in de Gaogouformatie (ongeveer 100 miljoen jaar oud). In 2013 echter werd dit gecorrigeerd tot de Xiaguanformatie. Het bestaat uit een gedeeltelijk skelet zonder schedel. Het omvat de derde ruggenwervel, de vijfde ruggenwervel, vijf ribben, anderhalve sacrale wervel, een voorste staartwervel en het bovenste uiteinde van een schouderblad.

## Beschrijving
Baotianmansaurus werd aangegeven als middelgroot. Een van de ribben is 177 centimeter lang. De derde ruggenwervel is dertig centimeter lang.  
Er werden geen unieke eigenschappen aangegeven maar wel een typerende combinatie van kenmerken. De ruggenwervels zijn "somfospondiel" ofwel het bot ervan heeft een sponsachtige samenstelling, zo is het doortrokken van luchtholten. Het doornuitsteeksel van de vijfde ruggenwervel is opvallend kort, zonder verticale richel op het voorvlak en met maar een zwak ontwikkelde verticale richel op het achtervlak. Het zijuitsteeksel van de wervels heeft vier ondersteunende richels op de onderzijde. Bij de voorste richel tussen het wervellichaam en de parapofyse is het bovenste uiteinde gevorkt waarbij een kleine tak naar de onderzijde van het voorste gewrichtsuitsteeksel loopt. De achterste richel die van het wervellichaam naar het zijuitsteeksel loopt, is dun, bijna verticaal en aan het onderste uiteinde niet gevorkt. De richel tussen het zijuitsteeksel en het achterste gewrichtsuitsteeksel is zwak ontwikkeld. Bij de vijfde rugwervel liggen de parapofysen op het niveau van de voorste gewrichtsuitsteeksels. De voorste ribben zijn niet gepneumatiseerd. De voorste staartwervel is korter dan breed en amficoel.
De wervels tonen een zeer complex systeem van richels. De derde ruggenwervel heeft een gevorkt doornuitsteeksel.

## Fylogenie
De precieze positie van Baotianmansaurus is door de beperkte resten moeilijk vast te stellen maar ligt volgens de beschrijvers in de Titanosauriformes. Dit was niet gebaseerd op een exacte cladistische analyse. Latere analyses bevestigden de positie echter wel en bepaalden die meer bepaald in de Titanosauria. In dat geval is het gevorkte doornuitsteeksel zeer afwijkend evenals de niet-procoele staartwervel.